# Caelestis

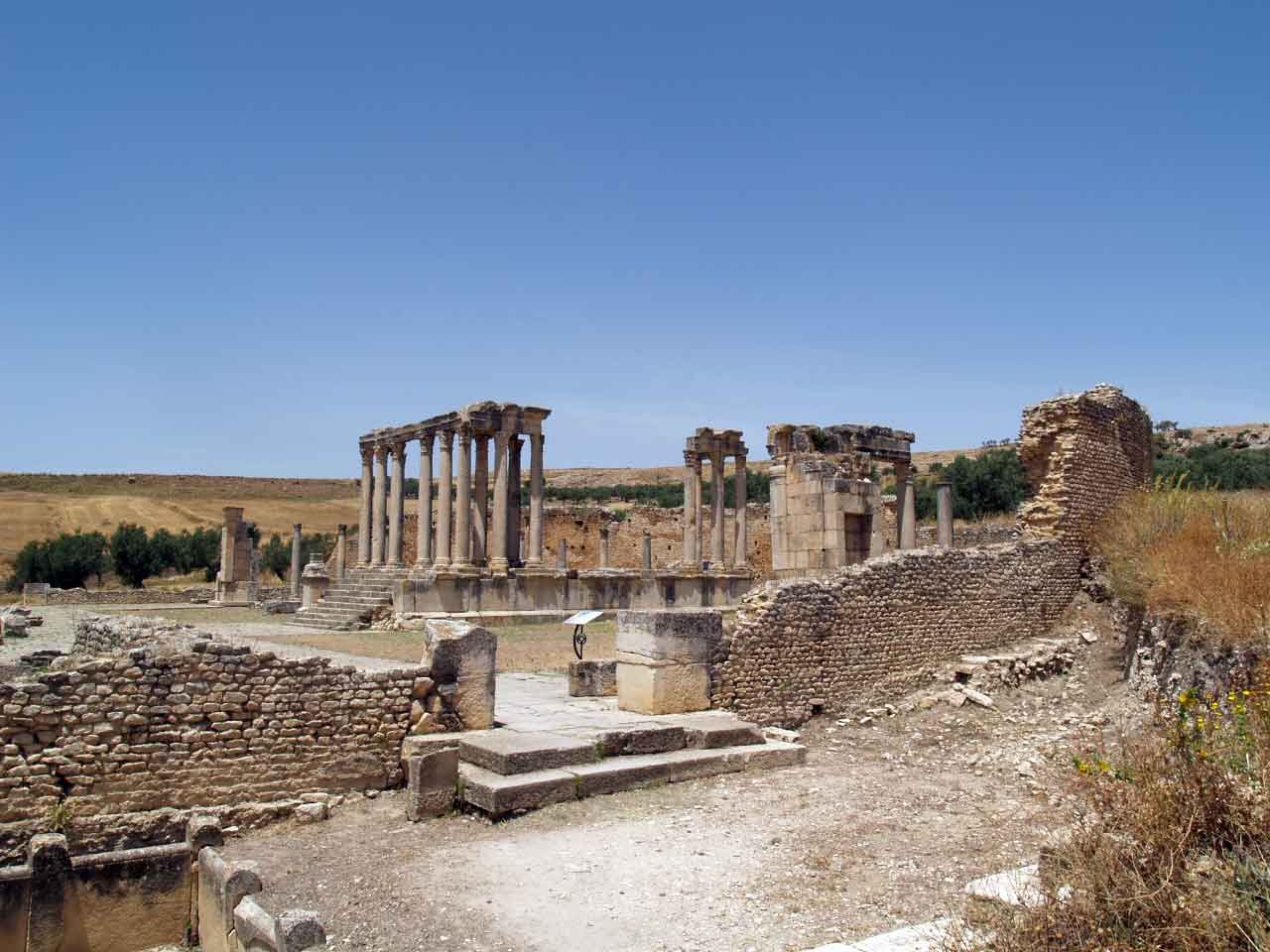
Templo de Juno Caelestis en Dugga, Túnez.

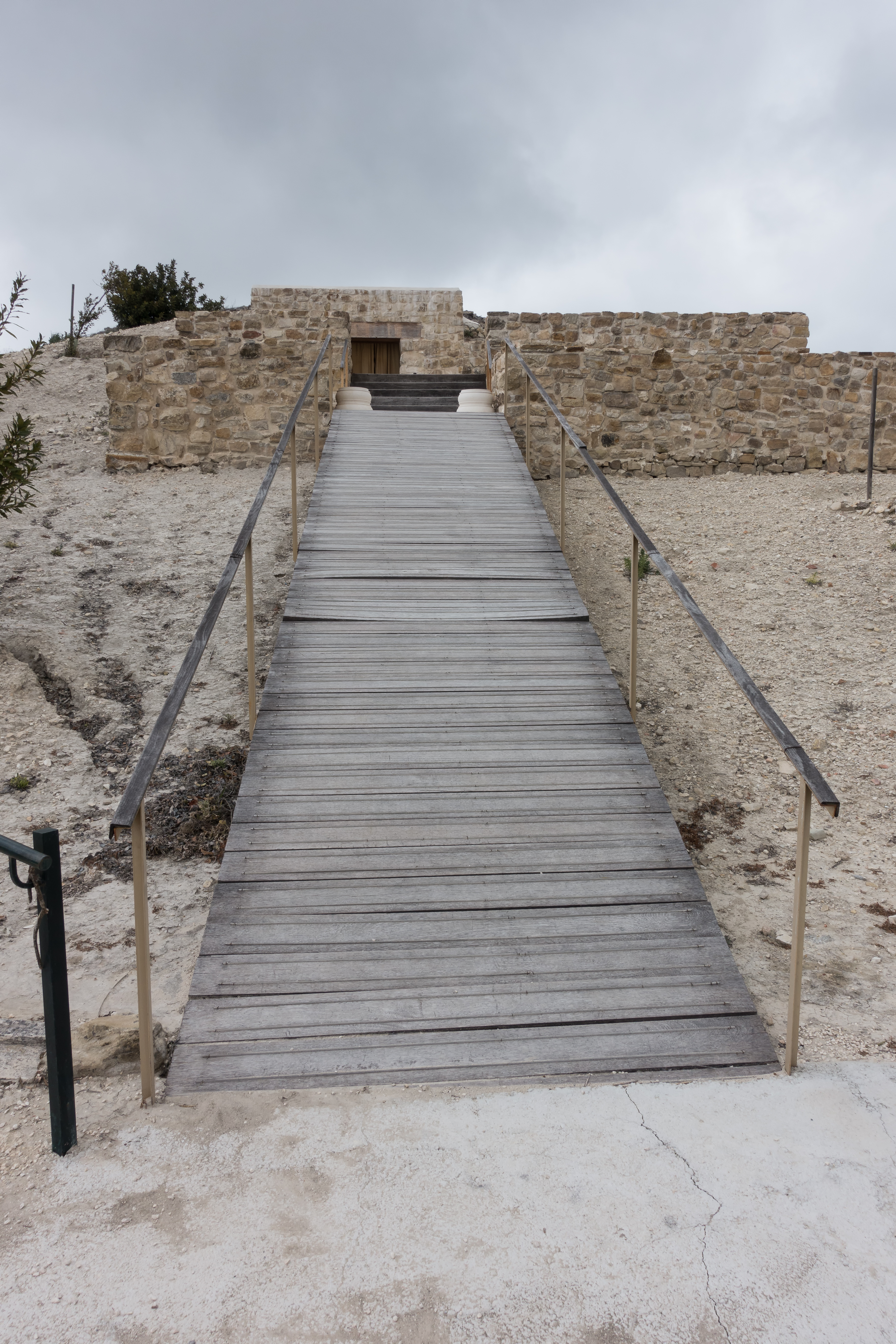
Santuario de Torreparedones dedicado a Dea Caelestis.

Dea Caelestis o Calestis (lit. Celeste; del cielo) era una diosa romana asimilada a la diosa púnica Tanit, patrona de Cartago.

## Caelestis
Caelestis, "Celeste", proviene del latín caelum, "cielo". Gramaticalmente, la forma Caelestis también puede ser una palabra masculina, aunque la función equivalente para una deidad masculina generalmente se expresa a través de la sincretización con Caelus, como en Caelus Aeternus Iuppiter, 'Júpiter del Cielo Eterno'.
En un entorno femenino desde el período medio imperial romano, el título de Caelestis, "celeste" o "celestial" está unido a varias diosas que encarnaban aspectos de una sola diosa celestial suprema. La Dea Caelestis se identificó con la constelación de Virgo ('La Virgen'), que posee la balanza divina de la justicia. En Las metamorfosis de Apuleyo, el protagonista, Lucio, reza a la diosa helenística egipcia Isis como Regina Caeli, 'Reina del Cielo', de quien se dice que se manifiesta también como Ceres, 'la madre nutriente original'. También con la "Venus celestial" (Venus Caelestis), la "hermana de Febo", es decir, Diana o Artemisa, adorada en Éfeso o Proserpina como la triple diosa del inframundo. Juno Caelestis fue la forma romanizada de Tanit. Dido fue identificada con la Virgo Caelestis.

## Culto y características
El culto a Dea Caelestis, de origen norteafricano y como sincretismo del culto a la gran diosa Tanit, se introdujo en el mundo romano al ser objeto de una devotio ritual de petición de su protección en la toma final de Cartago en el 146 a. C. por Escipión el Africano. Frecuentemente se la denominaba Juno Caelestis, con atributos de diosa protectora, diosa de la fertilidad, con una connotación
astral, guerrera, de la navegación, la salud y el inframundo.
Su culto se extendió por África y regiones aledañas durante el Imperio e incluso en Roma, tuvo un santuario en la colina Capitolina. A finales del siglo II su culto se revitalizó al llegar al poder el africano Septimio Severo.
En la península ibérica son numerosas las manifestaciones de Caelestis en aquellos lugares con mayor influencia púnica anterior, como Illici (Elche), Itálica, Emerita (Mérida), Tarraco (Tarragona) y Lucus Augusti (Lugo).
En el santuario del yacimiento arqueológico de Torreparedones en Baena, provincia de Córdoba, dedicado a la Dea Calestis, existió un primer santuario que dataría de época republicana y posteriormente se habría construido otro, se han encontrado exvotos de piedra para la petición de curación de miembros del cuerpo y otros que representaban a mujeres embarazadas para una fertilidad y maternidad sin problemas. También se ha encontrado una cabeza de diosa con la inscripción Dea Caelestis en latín.